# Pontiac Sunbird
Der Pontiac Sunbird war ein zwischen 1975 und 1994 in drei Generationen gebauter PKW der Mittelklasse der zu General Motors gehörenden US-amerikanischen Automobilmarke Pontiac. Zwischen 1981 und 1983 wurde der Sunbird als J2000 bzw. zwischen 1983 und 1985 als 2000 Sunbird verkauft, bevor danach wieder nur der Name Sunbird verwendet wurde.

## 1. Generation (1975–1980)
Die erste Generation des Sunbirds basierte auf der kompakten GM H-Plattform. Als Pontiac-Gegenstück zum Chevrolet Monza wurde der Sunbird als zweitüriges Stufenheck-Coupé und dreitüriges Fließheck sowie als Kombi angeboten. Das Modell wurde zusammen mit dem Monza, dem Buick Skyhawk und dem Oldsmobile Starfire in der Lordstown Assembly (Lordstown, Ohio), der South Gate Assembly (South Gate, Kalifornien) und der Sainte-Thérèse Assembly (Sainte-Thérèse, Quebec) in Kanada hergestellt.

### Änderungen nach Modelljahren

#### 1976
Im Herbst 1975 erscheint der Sunbird als Schwestermodell des Chevrolet Monza, allerdings nur als zweitüriges Stufenheckcoupé, während der Monza anfangs nur als dreitüriges Heckklappencoupé erhältlich ist. Daneben sind Front und Heckpartie beim Sunbird anders gestaltet. Den Antrieb übernahm ein 2,3-Liter-Aluminiumvierzylinder-Reihenmotor aus dem Chevrolet Vega oder gegen Mehrpreis ein 3,8-Liter-V6-Motor von Buick (Leistung 71–85 bzw. 106 PS).

#### 1977
Der hauseigene 2,5-Liter-Vierzylinder (91 PS, mit Block und Kopf aus Gusseisen, daher Iron Duke genannt) ersetzte den Chevrolet-Aluminium-Vierzylinder. Zusätzlich zum Stufenheck kam eine dreitürige Fließheckvariante ins Programm, Sunbird Sports Hatch genannt. Alle Modelle erhielten einen geänderten Kühlergrill.

#### 1978
Wiederum leichte Retuschen am Kühlergrill kennzeichneten den neuen Modelljahrgang. Den Sports Hatch gab es jetzt auch mit sportlicherer Formula-Ausstattung mit Alufelgen und mattschwarzen Elementen an der Karosserie. Die Kombiversion des eingestellten Pontiac Astre (Parallelmodell zum Chevrolet Vega), wurde als Sunbird Safari Wagon weiterproduziert. Der Basis-Vierzylinder leistete nur noch 86 PS.

#### 1979
Der Kühlergrill erhielt waagerecht (statt zuvor senkrecht) verlaufende Chromzierstäbe. Auf Wunsch gab es einen Fünfliter-V8 mit 135 PS.

#### 1980
Der Safari-Kombi entfiel, der Kühlergrill erhielt für das letzte Jahr ein Gittermuster. Der V8 war nicht mehr lieferbar. Produktionsende im Sommer 1980.

### Stückzahlen
- 1976: 52.031
- 1977: 55.398
- 1978: 86.789
- 1979: 97.770
- 1980: 187.979

Insgesamt: 479.967 Exemplare

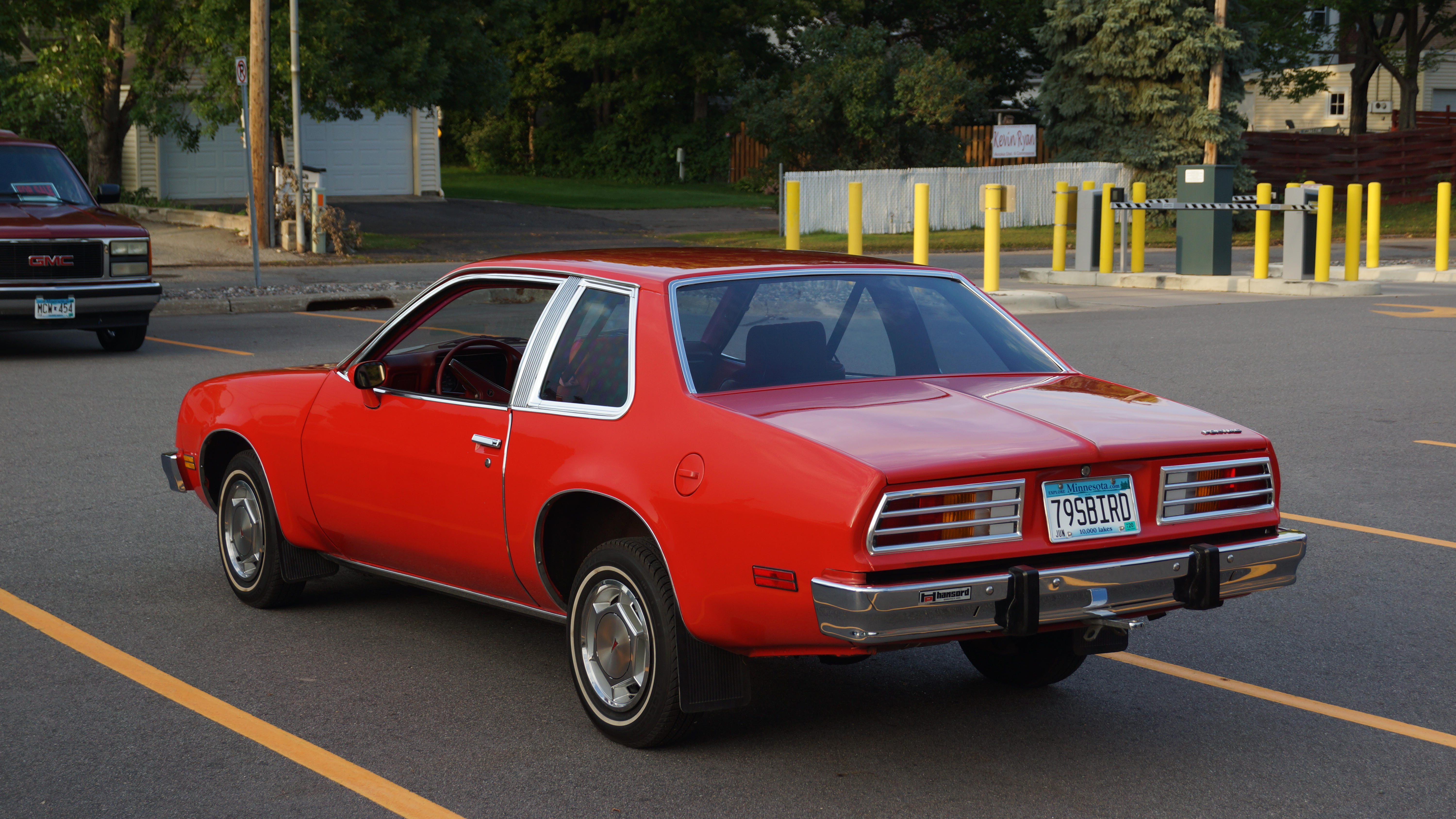
Heckansicht
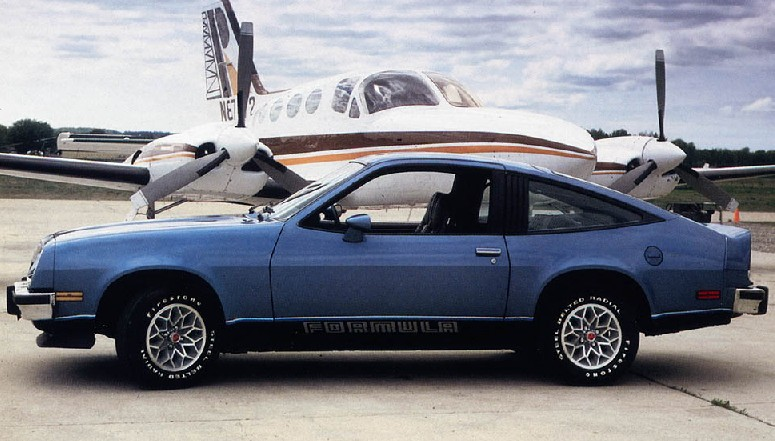
Pontiac Sunbird Formula Coupé (1978)
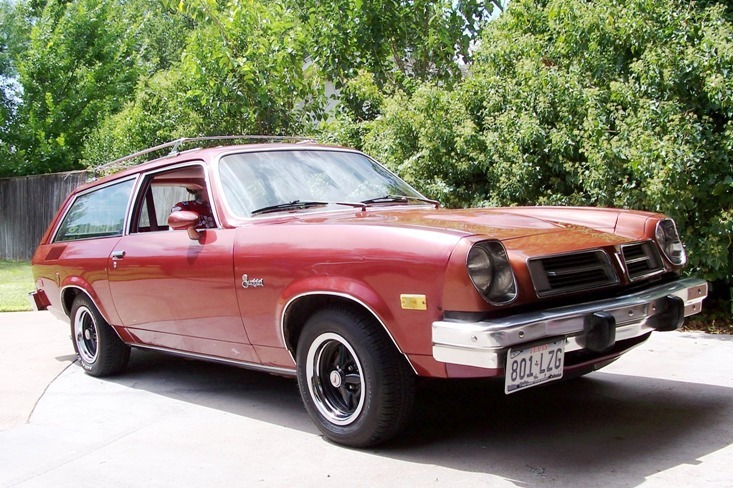
Pontiac Sunbird Safari Wagon (1979)

## Zweite Generation (1981–1987)
Im Frühjahr 1981 wurde der Sunbird mit Hinterradantrieb zunächst durch einen neuen Kompaktwagen mit Frontantrieb ersetzt und umbenannt in J2000. Der J2000 basierte auf der J-Plattform (J-Body) von General Motors, war das Schwestermodell von Chevrolet Cavalier, Buick Skyhawk, Cadillac Cimarron und Oldsmobile Firenza und mit dem Opel Ascona C und Vauxhall Cavalier verwandt.
Er war als Limousine, Coupé, Kombi oder Fließheck erhältlich und wurde zunächst von einem 1,8-Liter-Vierzylinder-Vergasermotor mit 89 PS (66 kW) angetrieben. Im Laufe des Jahres kam zu diesem Motor ein neuer 1,8-Liter-Vierzylinder hinzu, mit obenliegender Nockenwelle und Aluminiumkopf, der von GM Brasil importiert wurde. Dieser Motor verfügte über eine elektronische Einspritzung mit Drosselklappe und leistete 85 PS (63 kW). Das Angebot gliederte sich in die Ausstattungsvarianten Basis, S, LE und SE, wobei nicht alle Karosserievarianten mit allen Ausstattungen zu haben waren.
Anfangs war für den J2000/Sunbird nur ein Dreigang-Automatikgetriebe verfügbar, später wurden auch ein Vier- und dann Fünfgang-Schaltgetriebe angeboten.

### Änderungen nach Modelljahren

#### 1983
Zum Modelljahr 1983 wurde der vorgestellte Buchstabe J gestrichen. Dies geschah in dem Bemühen, den J2000 als kleinere Version des Pontiac 6000 zu vermarkten, der ein ähnliches Aussehen hatte. Im selben Jahr führte Pontiac ein zweitüriges Cabriolet mit dem Namen 2000 Sunbird ein. Der 2000 Sunbird war das erste Pontiac-Cabriolet außerhalb der Full-Size-Baureihe seit 1972 und das erste Cabriolet der Marke seit dem Pontiac Grand Ville von 1975. Eine 2,0-Liter-Version des von GM Brasil produzierten Vierzylinder-Motors mit Einspritzung und 89 PS (66 kW) wurde nun optional angeboten.

#### 1984
Die gesamte Pontiac J-Body-Linie erhielt für 1984 den Namen 2000 Sunbird, zeitgleich mit einem Facelift mit überarbeiteter Frontpartie (mit einem weniger kantigen Aussehen). Ein neuer Vierzylinder mit Turbolader mit 150 PS (110 kW) war nun ebenfalls verfügbar.

#### 1985
Für 1985 erfuhr die Modellreihe nur wenige funktionale Änderungen, wobei Pontiac nun das Präfix 2000 komplett aus der Modellbezeichnung strich. Damit hießen alle Modelle fortan wieder nur noch Sunbird.

#### 1986
Zum Modelljahr 1986 wurde der optionale 2,0-Vierzylinder eingestellt. Die LE-Modelle entfielen, ein GT-Modell kam nun an die Spitze der Modellreihe. Dieses hatte Kotflügelverbreiterungen, versteckte Scheinwerfer und den Turbomotor serienmäßig. Erhältlich war es als Limousine, Coupé, Fließheck oder Cabriolet. Die GT-Limousine ist mit weniger als 5.000 verkauften Exemplaren sehr selten. Das GT-Cabriolet ist mit weniger als 1.300 verkauften Exemplaren die seltenste Variante.

#### 1987
Für das Modelljahr 1987 wurden ein überarbeitetes Kombiinstrument und neue Motoren eingeführt. Das Kombiinstrument wies andere Grafiken auf und hatte bei den Turbomodellen einen Tachometer bis 190 km/h (120 mph), während die Turbomodelle von 1984 bis 1986 einen Tachometer nur bis 137 km/h (85 mph) hatten. Die neuen Motoren waren aufgebohrte Versionen des 1,8-Liter-Motors mit 2,0-Liter Hubraum. Der Basismotor verfügte weiterhin über eine Drosselklappeneinspritzung und leistete nun 97 PS (72 kW), der Turbomotor verfügte weiterhin über eine Saugrohreinspritzung und leistete nun 165 PS (123 kW). Außerdem konnte das Cabrio nur noch in der GT-Ausstattung bestellt werden.

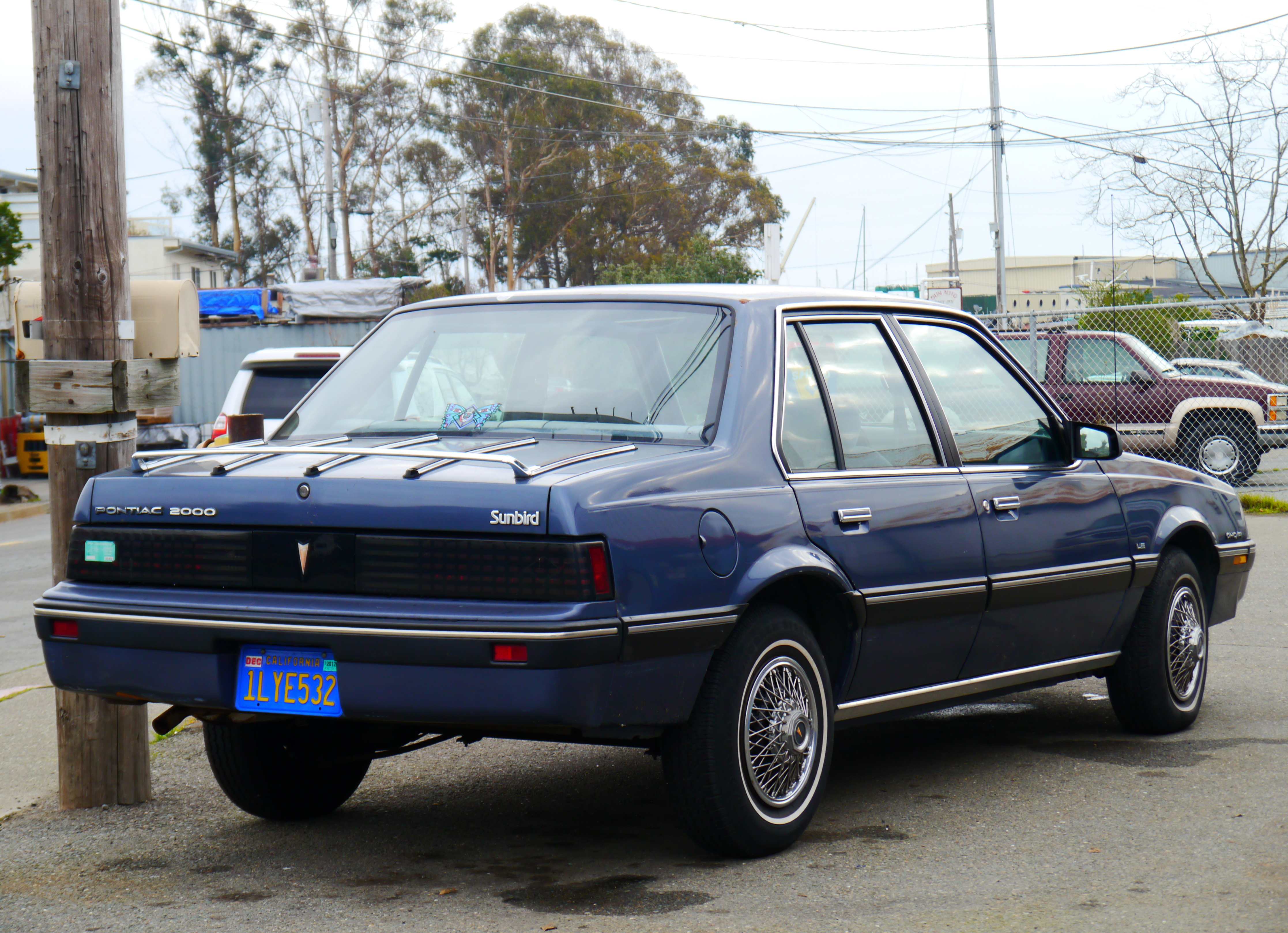
Heckansicht
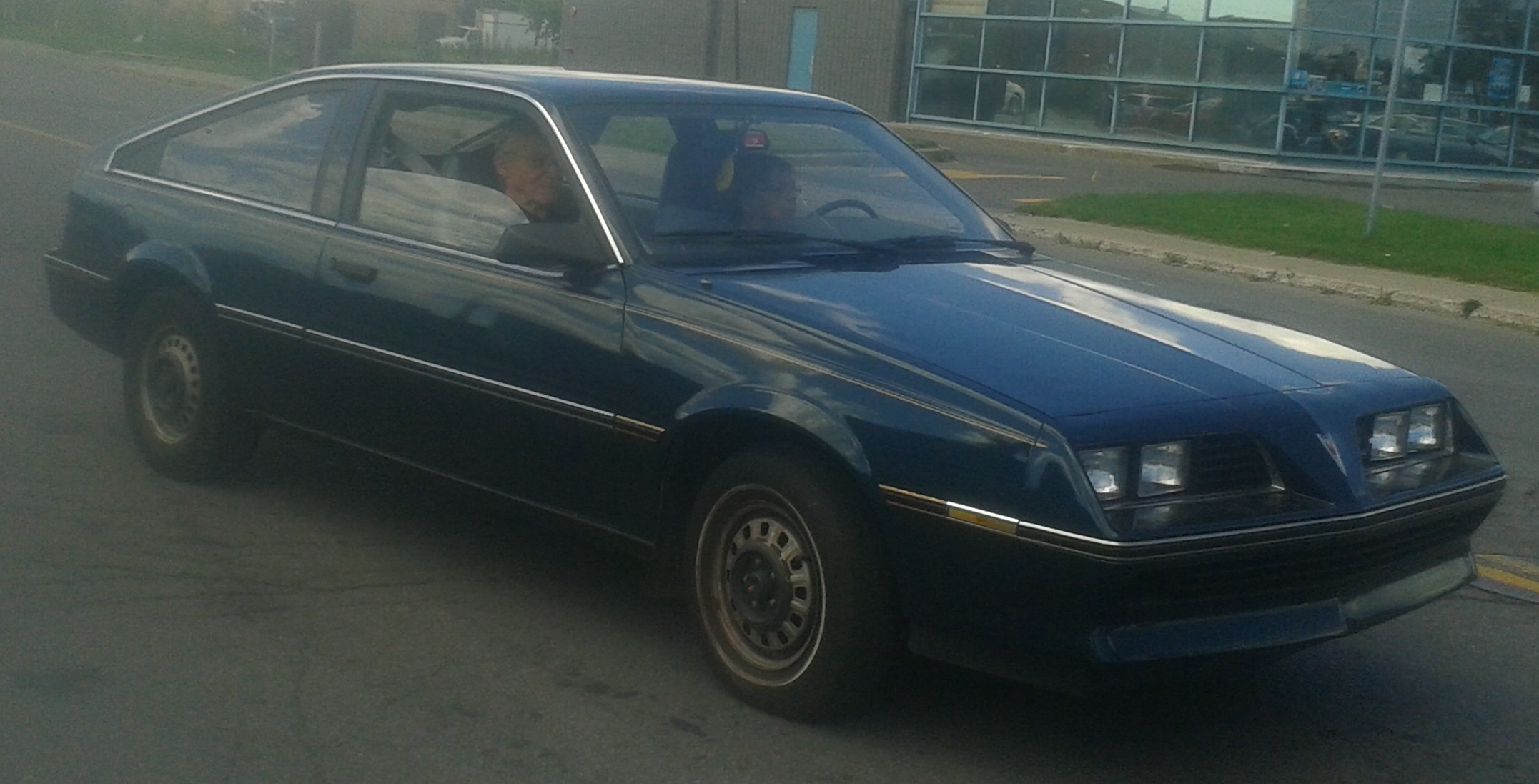
Fließheck-Coupè
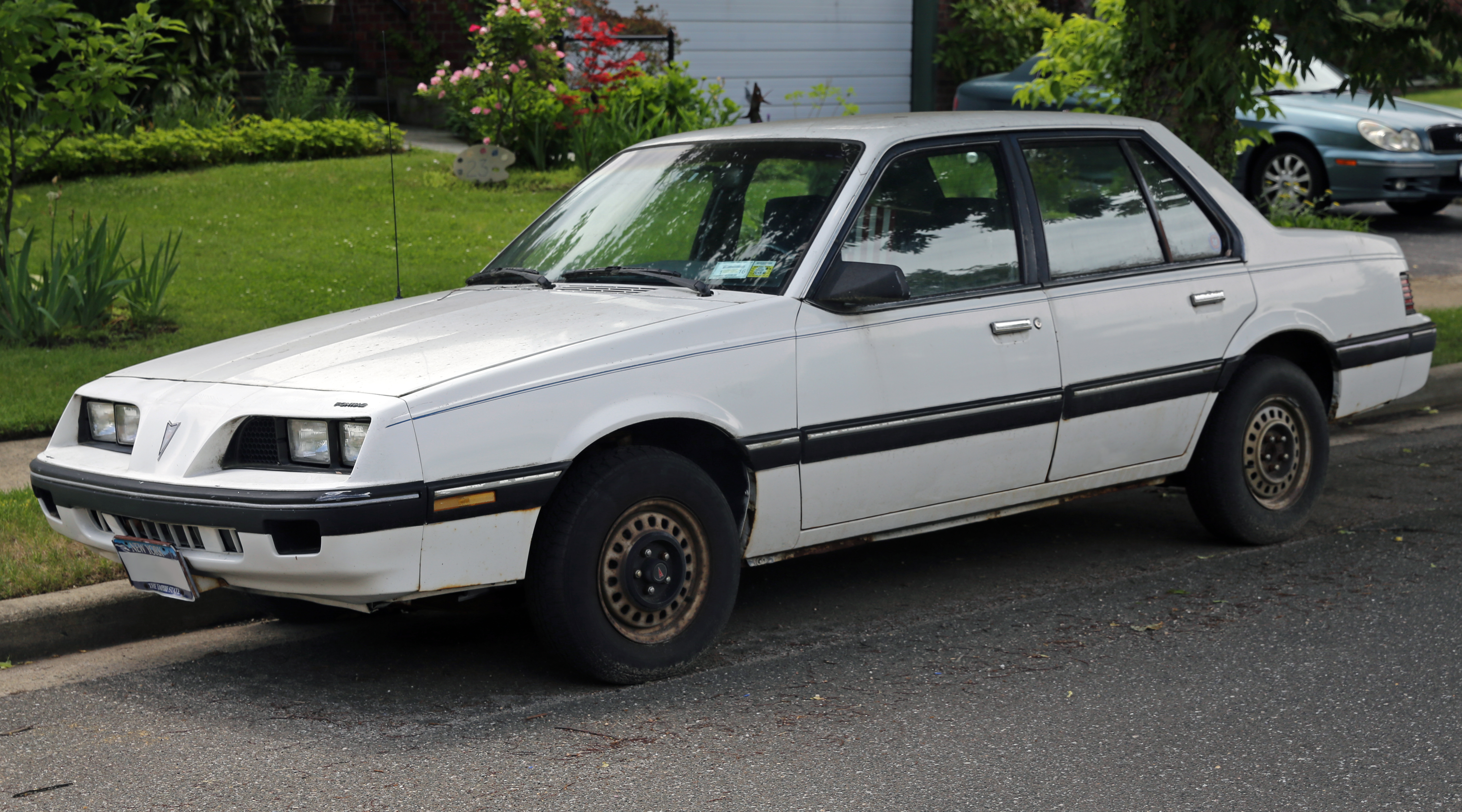
Sunbird Limousine (1985–1987)
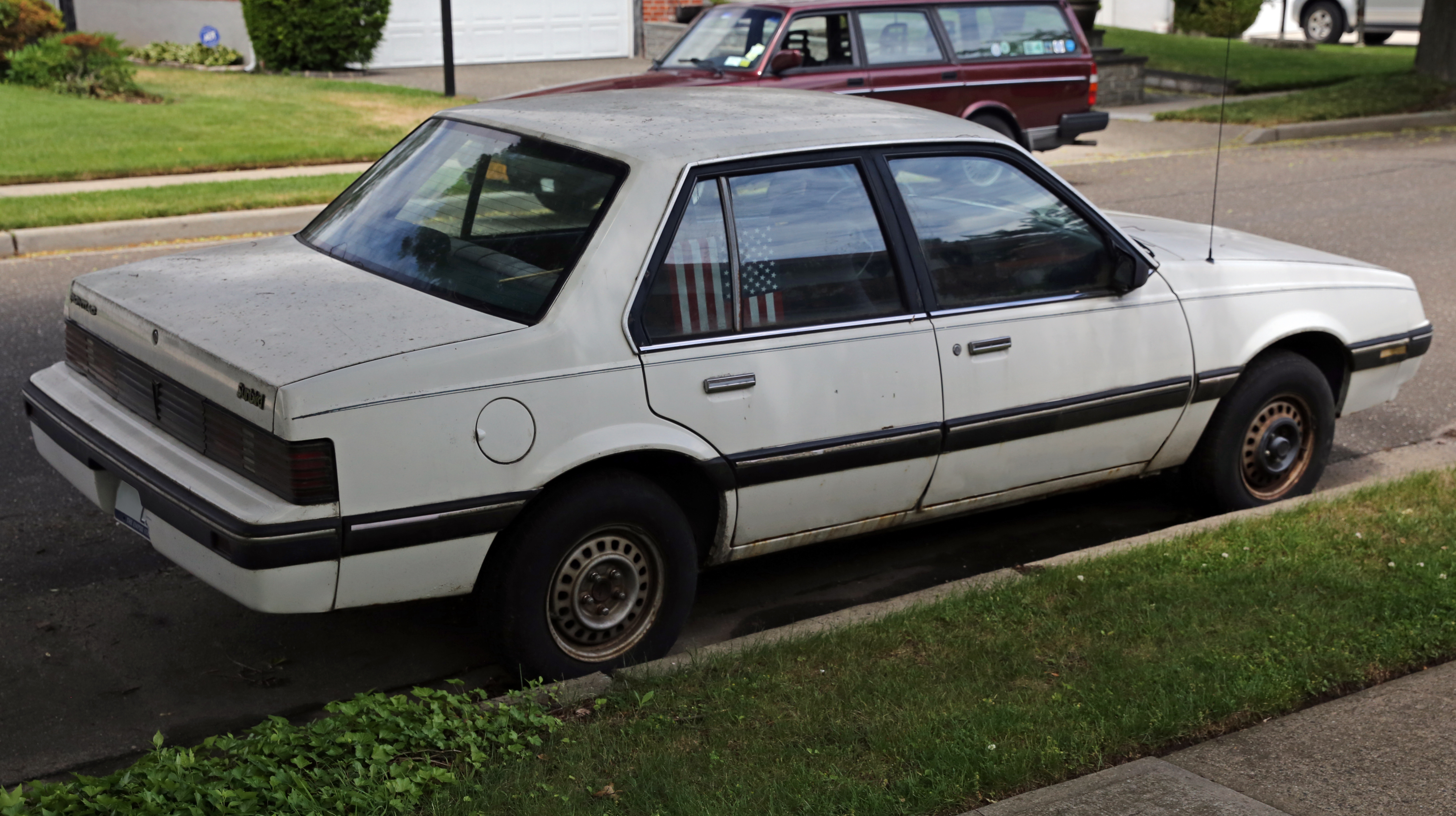
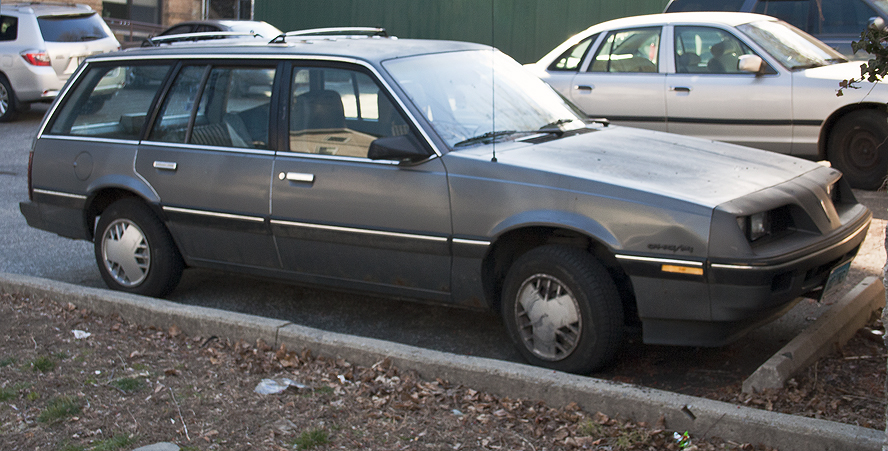
Pontiac Sunbird Safari Wagon (1985–1987)
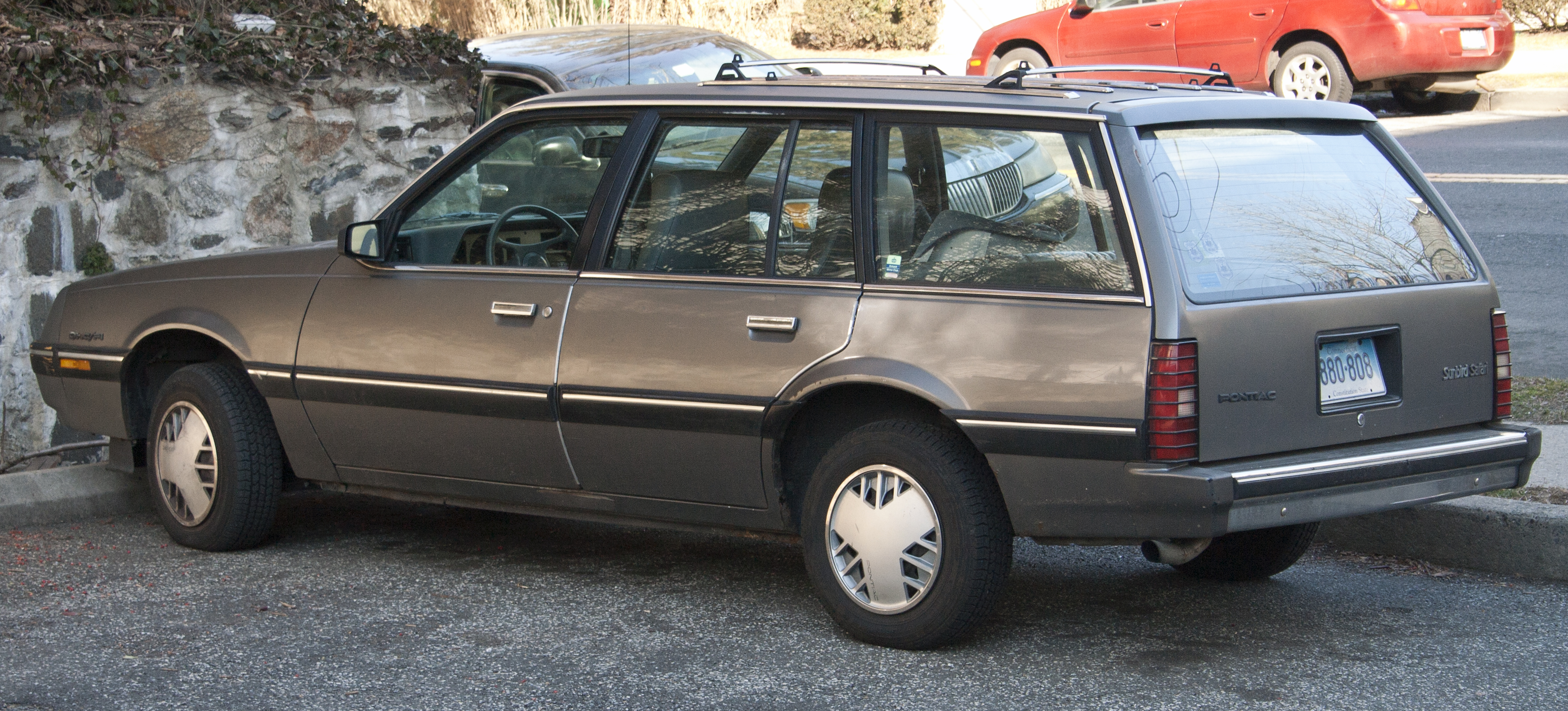
Heckansicht
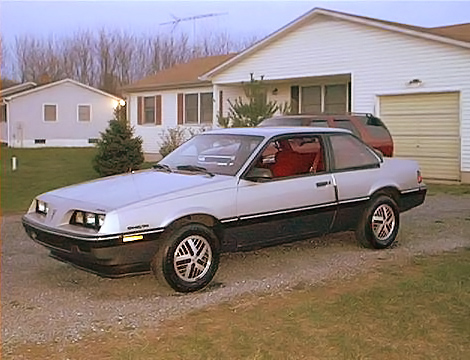
Coupé (1985–1987)

## Dritte Generation (1988–1994)
Die dritte Generation des Sunbird wurde 1988 eingeführt und basierte auf dem Vorgängermodell. Die Heckschürze wurde neu gestaltet und die Basismodelle erhielten Verbundscheinwerfer. Das Viergang-Schaltgetriebe stand nicht länger zur Verfügung. Die Motoren der Vorgängergeneration wurden zunächst weiterhin angeboten, der 2,0-Liter-Reihenvierzylinder mit 97 PS (72 kW) als auch der turboaufgeladene 2,0-Liter-Vierzylinder mit 165 PS (110 kW) waren weiterhin verfügbar. Das Fließheck-Coupé und der Kombi wurden letztmals 1988 angeboten.
Ab 1990 waren die Ausstattungsvarianten für Limousine und Coupé Basis, SE und GT. Das Sunbird SE-Coupé, die SE-Limousine sowie das GT-Coupé und -Cabriolet hatten vier teilweise verdeckte Scheinwerfer, ein Merkmal, die ursprünglich erstmals beim Isuzu Impulse verwendet wurden und bei eingeschalteten Scheinwerfern den Eindruck von „hochgezogenen Augenbrauen“ erweckten.
Ab dem Modelljahr 1991 hatten die Coupés und Cabrios nun auch die feststehenden Scheinwerfer wie die Limousine. Der Turbo-Vierzylinder wurde für 1991 gestrichen und durch den 3,1-Liter-V6 aus dem Chevrolet Cavalier ersetzt. Er leistete 141 PS (100 kW) und hatte ein maximales Drehmoment von 251 Nm. Der V6-Motor konnte in jedem Modell bestellt werden mit Ausnahme des 1991 neu eingeführten Basismodells Value.
Für das Modelljahr 1992 wurde der Basismotor überarbeitet. Die Leistung wurde von 97 PS (72 kW) auf 111 PS (82 kW) erhöht. Das Basismodell wurde in Sunbird LE umbenannt.

Bis zur Produktionseinstellung im Sommer 1994 fertigte Pontiac von J2000/2000/Sunbird insgesamt rund 1,456 Millionen Stück. Nachfolger wurde der ebenfalls als Coupé, Cabrio und Limousine verfürgbare Pontiac Sunfire.

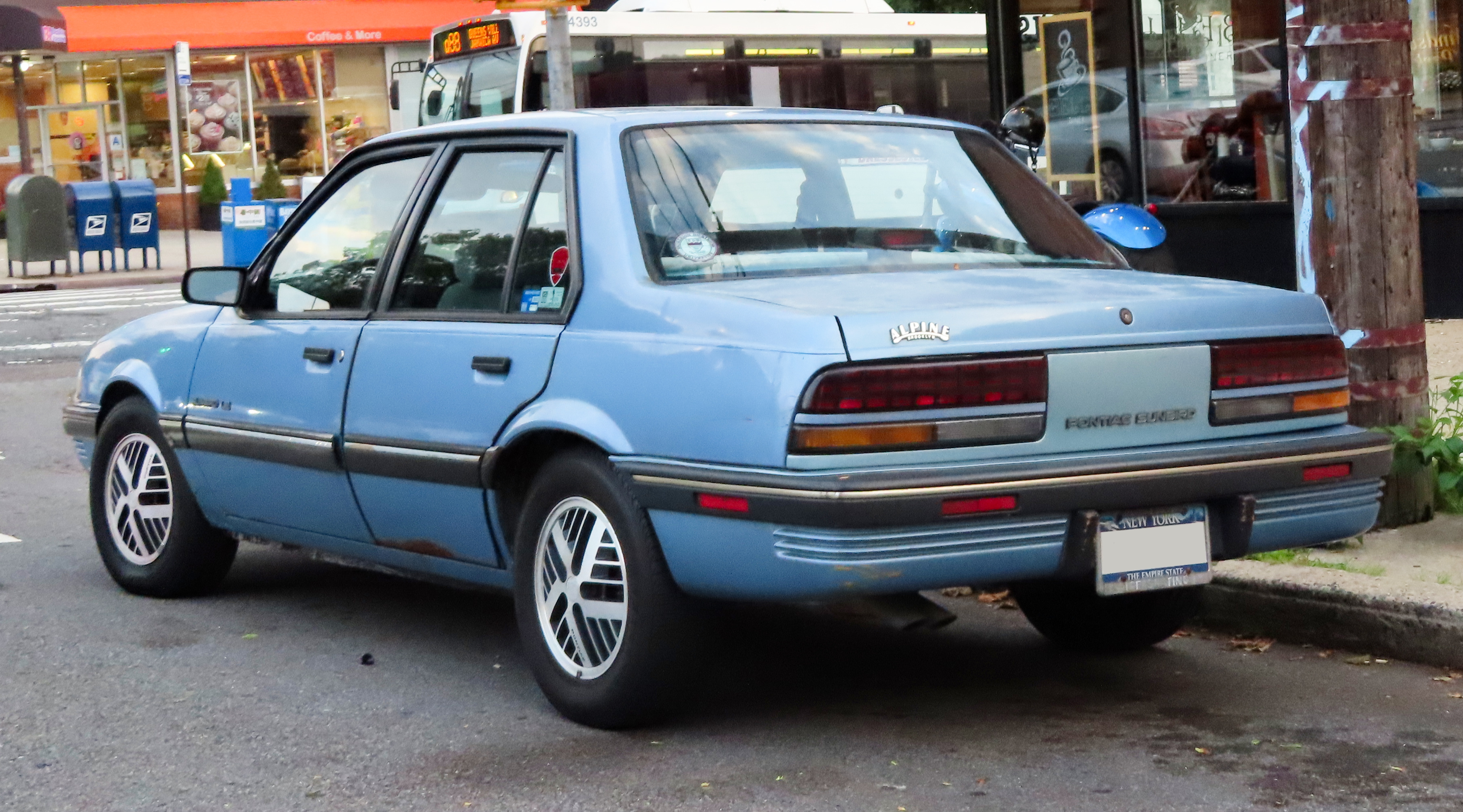
Heckansicht
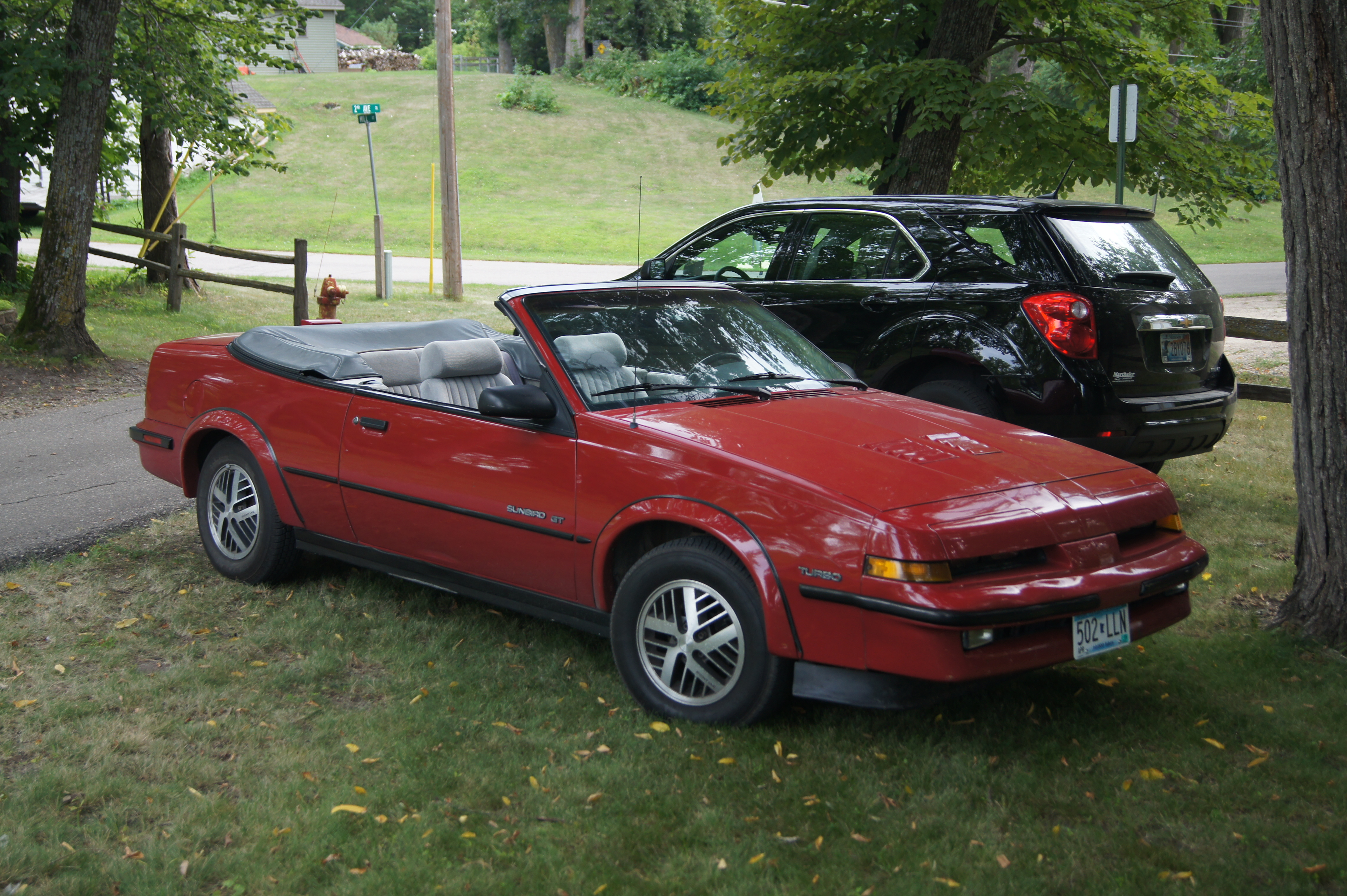
Cabrio (1988–1990)
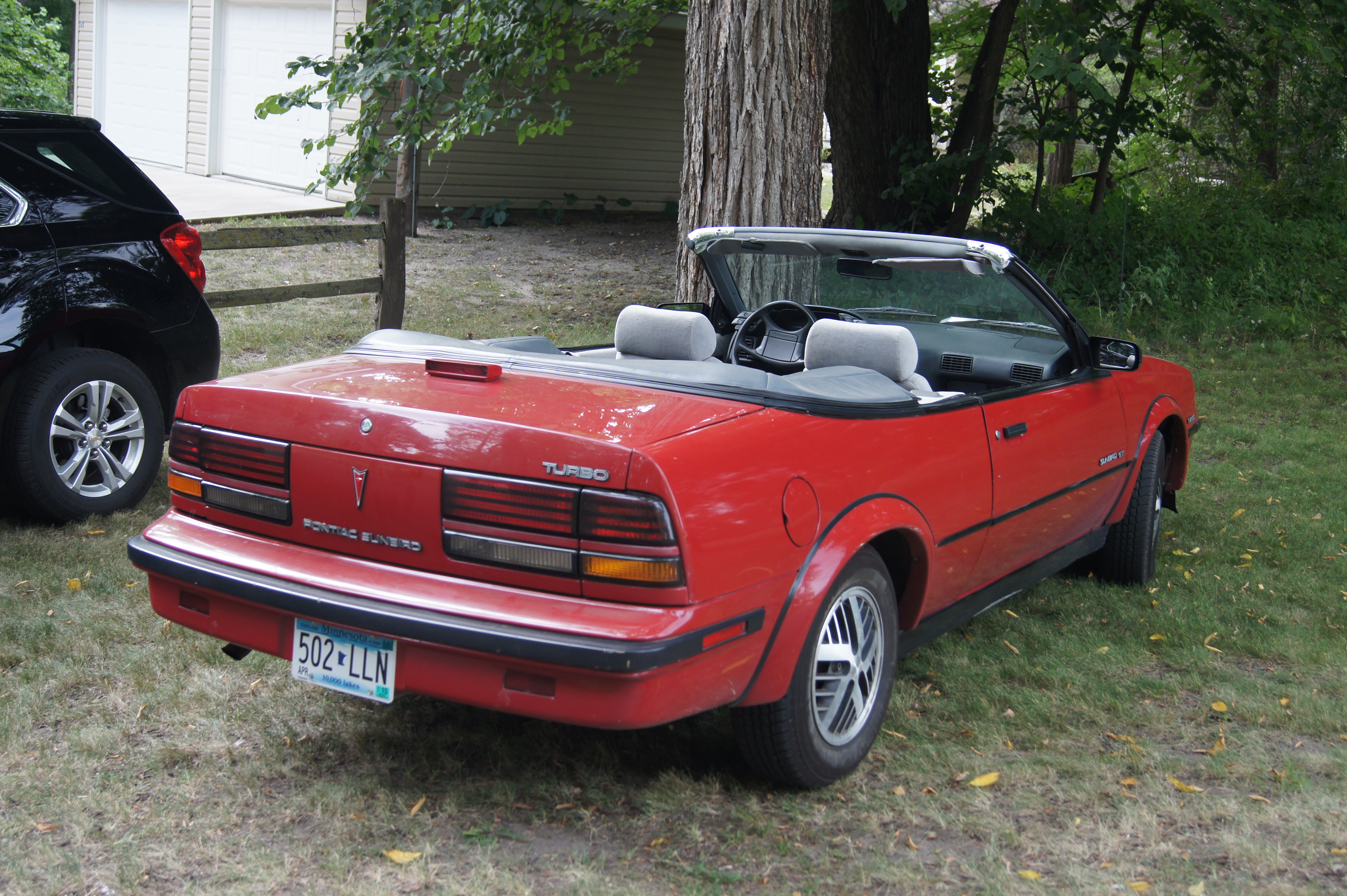
Heckansicht
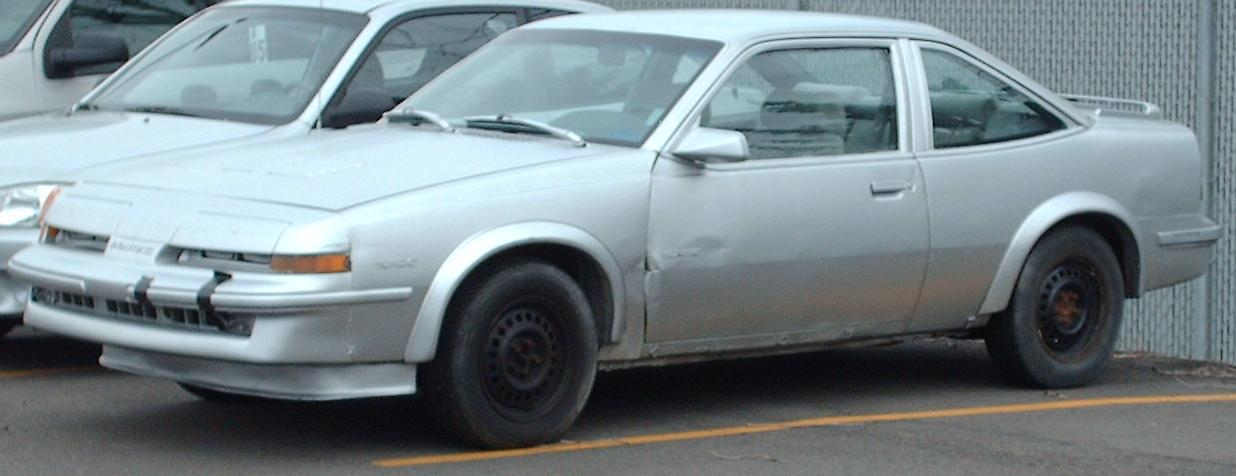
Coupé (1988–1990)
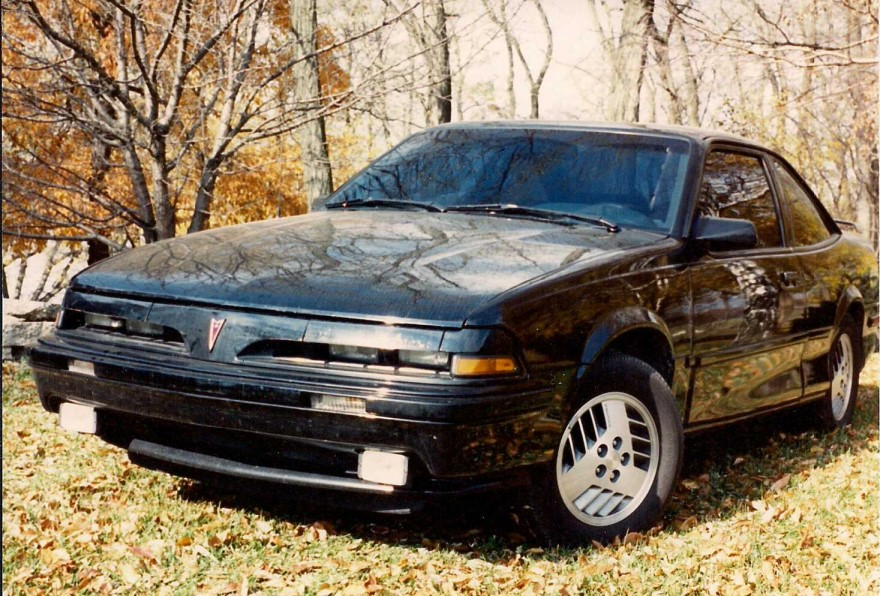
GT Coupé
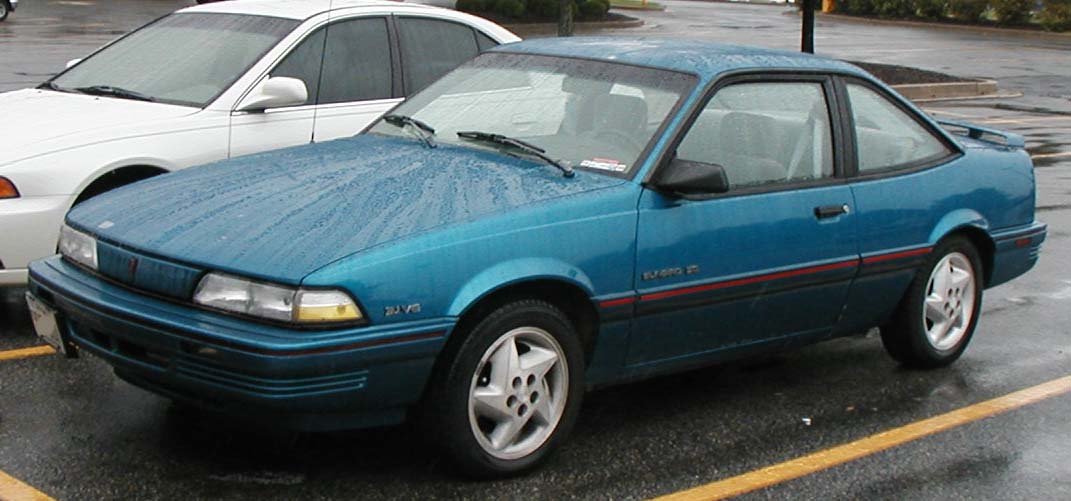
Coupé (1991–1994)
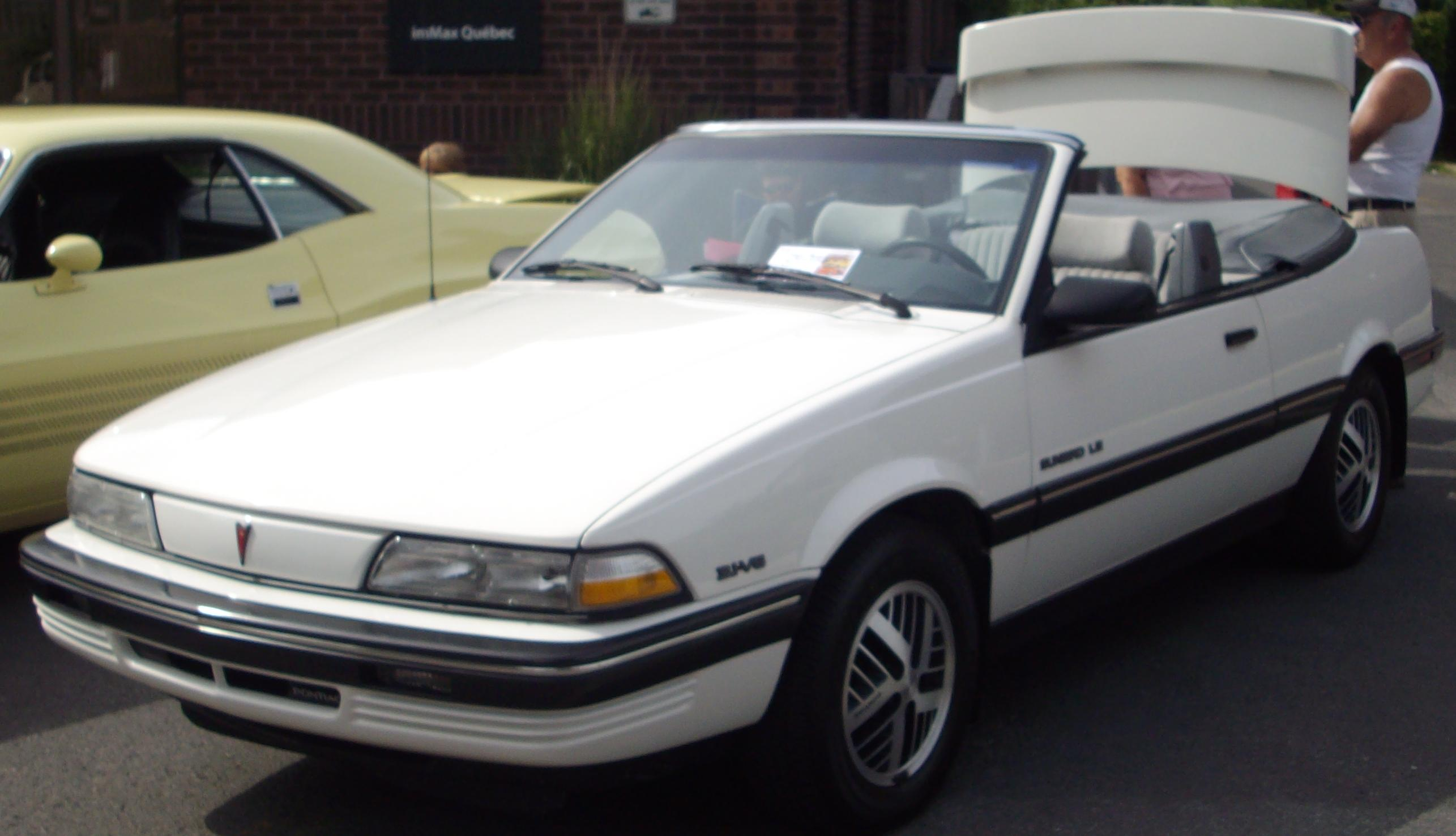
Cabrio (1991–1994)
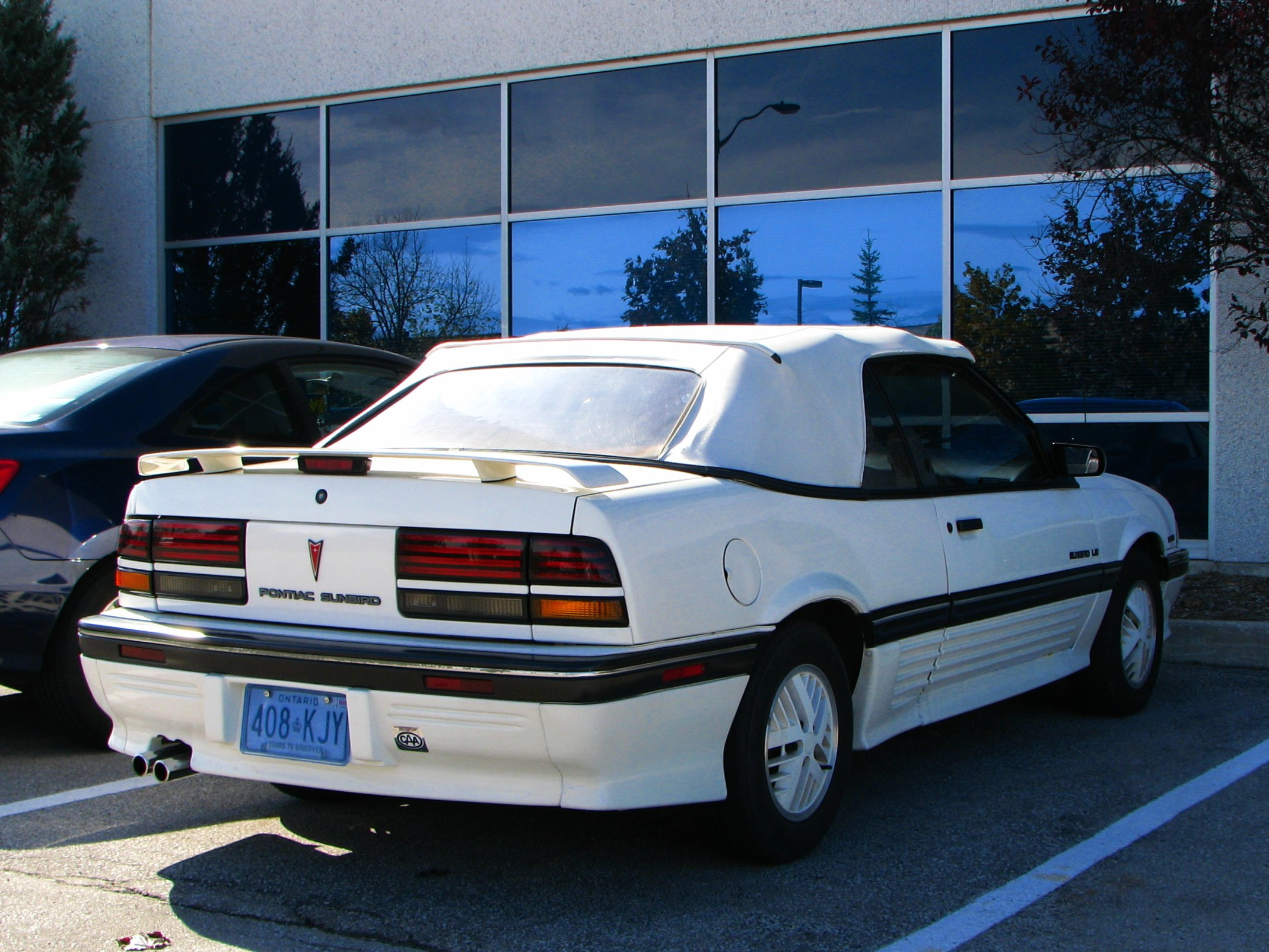
Heckansicht